# DiePresse.com
DiePresse.com ist die Online-Ausgabe der überregionalen, bürgerlich-konservativen österreichischen Tageszeitung Die Presse.

## Angebot

### Nachrichtenportal
Die Redaktion von DiePresse.com publiziert Beiträge mit Bezug auf die aktuellen Nachrichten aus aller Welt. Strukturiert ist das Online-Angebot in elf verschiedene Ressorts („Channels“ genannt) mit jeweils mehreren Sub-Ressorts und bietet zudem zahlreiche Möglichkeiten des erweiterten Nachrichtenkonsums. So können beispielsweise die Schlagzeilen im Rahmen eines Web-Feeds abonniert oder eine Nachrichtenversorgung mittels Newsletter eingerichtet werden. Seit November 2007 bietet DiePresse.com auch eine iPhone-Version ihres Angebots an. Der Service „Die Presse Anno“ bietet Hotlinks zum digitalen Zeitungsarchiv ANNO – AustriaN Newspapers Online an, in dem sämtliche Ausgaben der Presse von der Erstausgabe am 3. Juli 1848 bis zur letzten Ausgabe am 31. Oktober 1896 enthalten sind. Auf DiePresse.com werden auch alle Artikel der Printausgabe der Presse veröffentlicht. Üblicherweise fließen die Artikel am Abend vor Erscheinen der Zeitung in das Redaktionssystem von DiePresse.com.

### Blogs
Neben der nachrichtlichen Berichterstattung bietet DiePresse.com auch eine Sammlung an Blogs, in denen verschiedene Redakteure aus Print und Online ihre Meinung zu aktuellen Ereignissen kundtun.

### User-Interaktion
Vergleichbar mit anderen Online-Angeboten von Tageszeitungen bietet DiePresse.com ihren Benutzern die Möglichkeit, Artikel zu kommentieren. Im Gegensatz zu den meisten anderen Angeboten können Benutzer Beiträge als Gast-User abgeben. Registrierte Benutzer können an Chats teilnehmen, die DiePresse.com mit prominenten Vertretern aus Politik, Wirtschaft und Kultur führt, und dort ihre Fragen stellen.

### Social Networks
DiePresse.com ist mit einer eigenen Seite auf Facebook vertreten. Ausgesuchte Beiträge des Nachrichtendienstes werden dort online gestellt. Mit 4. April 2017 konnte die DiePresse.com auf Facebook 156.212 Fans verzeichnen. Jeder Channel des Nachrichtendienstes verschickt neue Artikel auch über Twitter.

### Weitere Portale im Angebot von DiePresse.com
Ähnlich der Printausgabe startete ein Portal im Jahr 2008 als Zusatz zur Wochenbeilage „Presse“-Schaufenster unter Schaufenster.diepresse.com. Weiters betreibt DiePresse Digital GmbH ein Karriere-Portal sowie ein Immobilien-Portal.

## Reichweite
Laut Österreichischer Web-Analyse von Februar 2017 erreicht DiePresse.com 2.759.095 Unique Clients, über 9,4 Millionen Visits und 40,5 Millionen Seitenabrufe.